# Psectrocladius yukawana
Psectrocladius yukawana är en tvåvingeart som först beskrevs av Tokunaga 1936.  Psectrocladius yukawana ingår i släktet Psectrocladius och familjen fjädermyggor. Inga underarter finns listade i Catalogue of Life.